# Natalia Osada
Natalia Osada (* 29. Mai 1990 in Polen) ist eine deutsche Reality-TV-Teilnehmerin.

## Leben
Osada ist gelernte Visagistin und in Bremen tätig. Sie hatte ihren ersten Fernsehauftritt im Jahr 2012 in der RTL-II-Sendung Das Aschenputtel-Experiment. Einem breiteren Fernsehpublikum wurde sie als Kandidatin bei der ersten Staffel von Catch the Millionaire, einer Partnervermittlungsshow des Senders ProSieben, bekannt. Obwohl sie ziemlich schnell zum Publikumsliebling avancierte, musste sie sich im Finale Anastasiya Avilova geschlagen geben, für die sich der Millionär Dennis Uitz entschied.
Vom 13. September bis zum 27. September 2013 war sie Teilnehmerin in der Reality-Show Promi Big Brother und belegte dort hinter Jenny Elvers-Elbertzhagen den zweiten Platz. Nach ihrem Aufenthalt bei Promi Big Brother war sie kurzzeitig mit dem YouTube-Comedian Simon Desue liiert, der ebenfalls an der Sendung teilnahm. 2014 nahm sie am „Don’t Stop the Action“-Experiment von Galileo im Holiday-Park Haßloch teil.
2014 moderierte sie im Juli und August jeweils eine Ausgabe des Sport Quiz auf Sport1.
2017 nahm Osada an der vierten Staffel von Adam sucht Eva – Promis im Paradies teil. Im Finale wurden sie und Bastian Yotta von den anderen Kandidaten zum Siegerpaar gewählt. Medien berichteten nach Ausstrahlung der Sendung im November 2017, dass Osada und Yotta seit den Dreharbeiten liiert seien. Anfang Dezember 2017 gab Yotta beider Trennung bekannt. 2019 war sie Kandidat in der zweiten Staffel von Get the F*ck out of my House.
Seit November 2021 ist Osada mit Jiorgos Triadis verheiratet. Gemeinsam nahm ist das Paar seit Januar 2025 in der zweiten Staffel von Stranger Sins auf RTL+ zu sehen.

## Fernsehauftritte
- 2012: Das Aschenputtel-Experiment (RTL ll)
- 2013: Catch the Millionaire (ProSieben)
- 2013: Promi Big Brother (Sat.1)
- 2014: Der Blaulicht Report  (RTL)
- 2014: Galileo (ProSieben) (Gastauftritt)
- 2014: Sport Quiz (Sport1) (Moderation)
- 2017: Adam sucht Eva – Promis im Paradies (RTL)
- 2019: Get the F*ck out of my House (ProSieben)
- 2020: Promi Big Brother – Die Late Night Show (Sixx)
- 2021: Lust oder Frust – Die Sexbox (VOX)
- 2025: Stranger Sins (RTL+)